# Danzhou
Danzhou è una città della provincia cinese di Hainan di 829.567 abitanti. È una città-contea amministrata direttamente dalla provincia.